# Sa Huỳnh

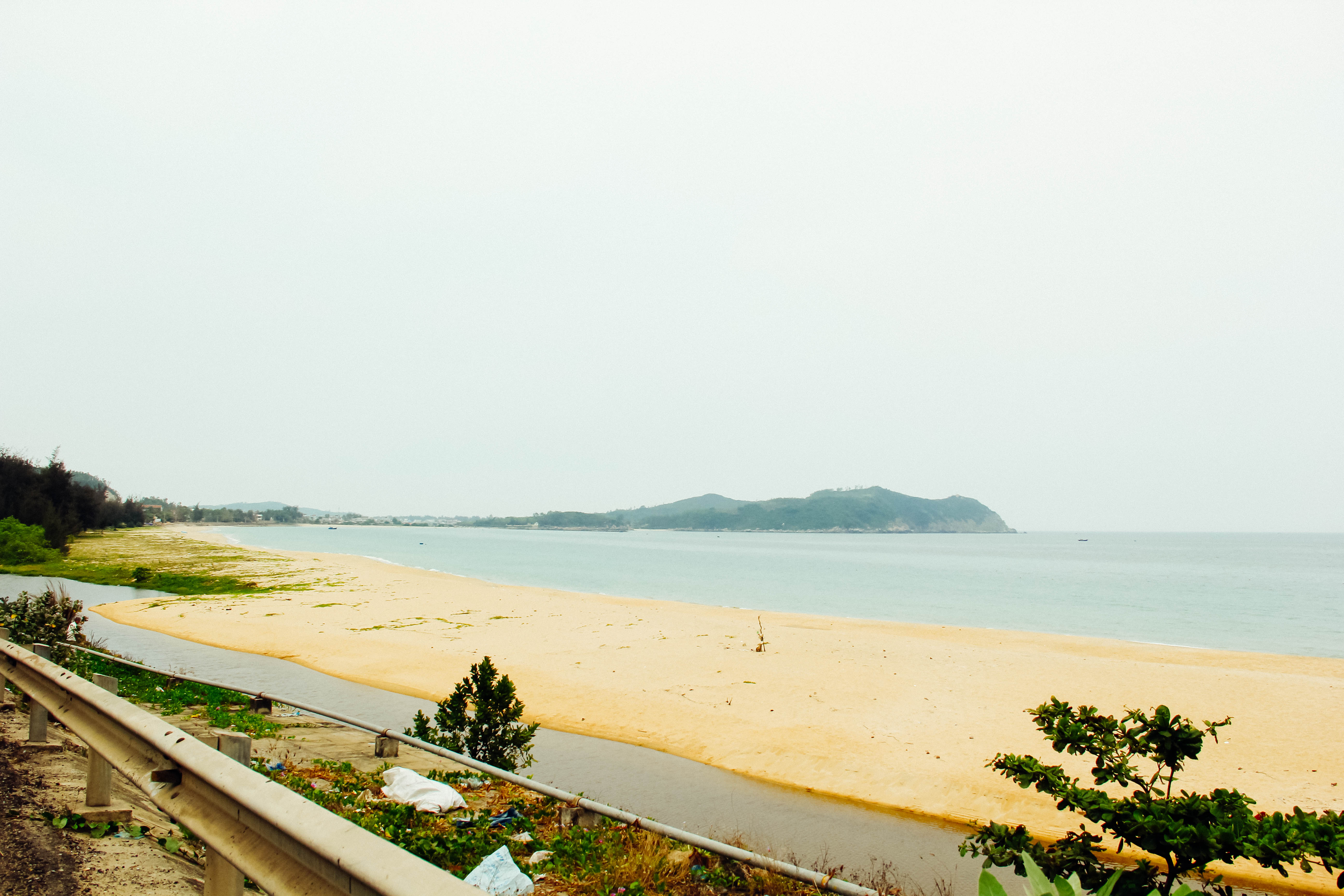
Cửa biển Sa Huỳnh nhìn từ Quốc lộ 1 vào năm 2016

Sa Huỳnh là một cửa biển ở phía nam tỉnh Quảng Ngãi, nơi đầm Nước Mặn thông ra Biển Đông và cũng là tên khu dân cư nằm cạnh cửa biển này. Địa danh này ngày nay còn có phạm vi rộng hơn là toàn bộ vùng đất ven biển cực nam tỉnh Quảng Ngãi, thuộc địa phận phường Phổ Thạnh và hai xã Phổ Châu, Phổ Khánh của thị xã Đức Phổ.

## Vị trí
Cửa biển và thị tứ Sa Huỳnh cách trung tâm thành phố Quảng Ngãi, tỉnh lỵ Quảng Ngãi, khoảng 20 km về phía nam, có Quốc lộ 1 và đường sắt Bắc Nam đi qua.

## Lịch sử

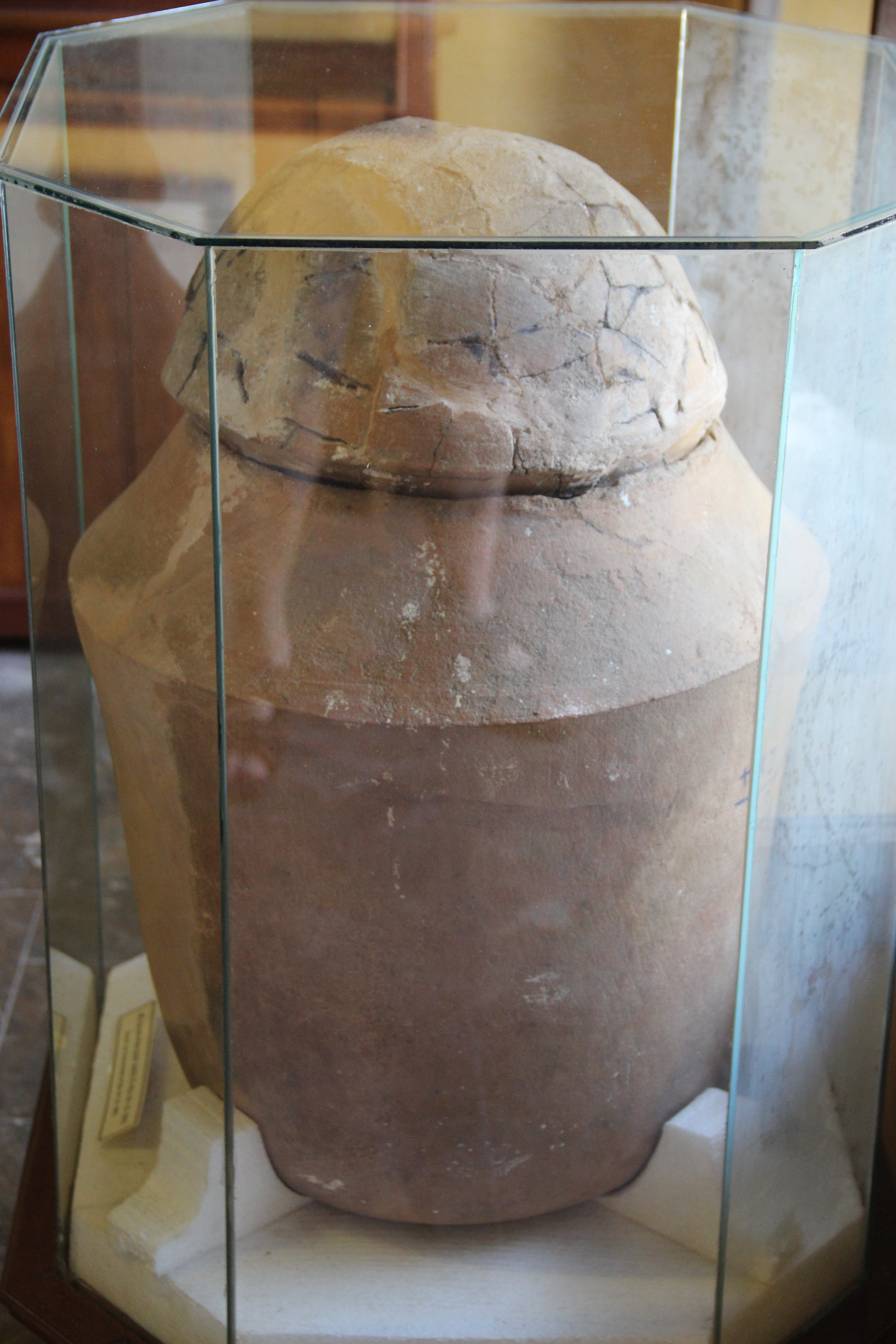
Một chum gốm dùng để chôn người chết của cư dân Văn hóa Sa Huỳnh được trưng bày trong Bảo tàng Văn hóa Sa Huỳnh ở Hội An

Địa danh này trước kia vốn được đọc và viết là Sa Hoàng, có nghĩa là cát vàng. Về sau, do kỵ húy chúa Nguyễn Hoàng nên phải đọc và viết thành Sa Huỳnh như hiện nay. Cũng như cửa Đại Cổ Lũy, cửa Sa Huỳnh có vai trò đặc biệt quan trọng trong cuộc chiến tranh Việt–Chiêm (1471) do vua Lê Thánh Tông phát động. Sa Huỳnh cũng là cửa biển được sử dụng trên tuyến đường giao thương hàng hải khu vực Đông Nam Á từ rất sớm, có ý kiến cho rằng từ khoảng thiên niên kỷ 1.
Năm 1909, nhà khảo cổ học người Pháp M.Vinet phát hiện những ngôi mộ chum vùi dưới cồn cát Phú Khương ở ven biển cạnh đầm An Khê. Trong các báo cáo sau này, khu mộ chum ấy được gọi là Dépôts de jarres à Sa-huynh (có nghĩa là Kho chum Sa Huỳnh). Các cuộc khai quật sau đó vào các năm 1923 và 1934 tại hai khu vực Phú Khương và Thạnh Đức đã tiếp tục phát hiện thêm nhiều ngôi mộ chum. Từ năm 1937, nền văn hóa khảo cổ có niên đại 2.500–3.000 năm này chính thức được gọi là văn hóa Sa Huỳnh, theo địa danh Sa Huỳnh.

## Kinh tế
Khu vực Sa Huỳnh là một trong những thắng cảnh của tỉnh Quảng Ngãi, với bãi biển đẹp và các cảnh quan bãi cát, làng mạc, đồi núi, ruộng muối.
Bãi biển Sa Huỳnh dài 6 km, bờ biển cong hình lưỡi liềm với cát vàng, không có bãi đá ngầm, phù hợp cho các hoạt động như bơi lội, vui chơi trên bãi biển. Phía nam bãi biển có ghềnh đá Châu Me, đông bắc có đảo Khỉ.

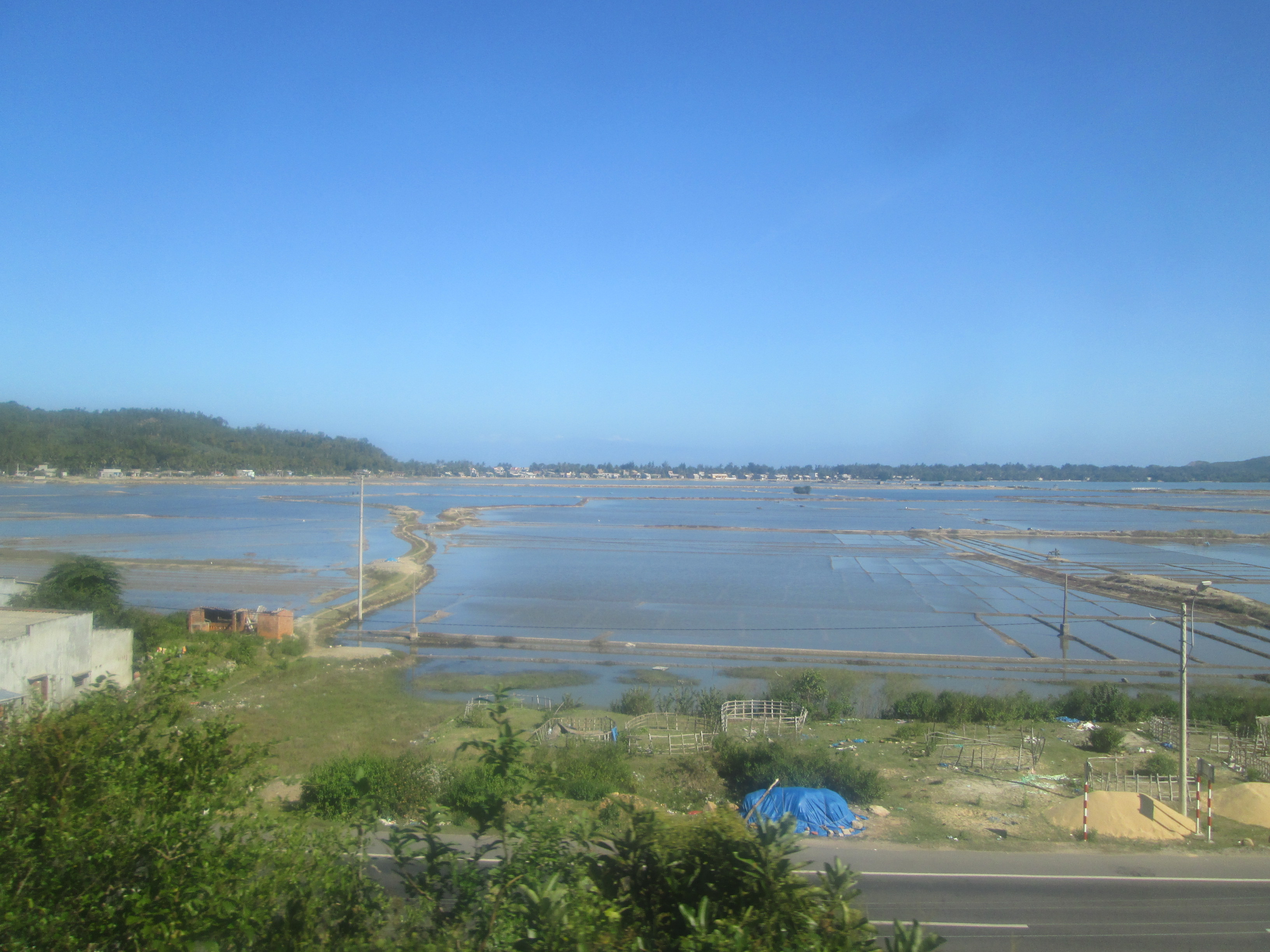
Một góc ruộng muối Sa Huỳnh

Sa Huỳnh cũng là một trong những vùng sản xuất muối nổi tiếng tại Việt Nam, nghề làm muối tại đây đã có từ hàng trăm năm nay. Cánh đồng muối Sa Huỳnh có diện tích 120 ha, thuộc địa bàn phường Phổ Thạnh. Năm 2011, Cục Sở hữu trí tuệ (Bộ Khoa học và Công nghệ) đã cấp giấy chứng nhận nhãn hiệu "Muối Sa Huỳnh" cho diêm dân tại đây. Tuy nhiên, do giá thành muối không ổn định nên các diêm dân gặp nhiều khó khăn và nhiều hộ đã bỏ nghề.
Cảng cá Sa Huỳnh cũng là một cảng cá sầm uất ở bờ biển miền Trung Việt Nam. Tuy nhiên trong những năm gần đây, luồng lạch cửa biển bị bồi lấp, gây trở ngại cho tàu thuyền đánh bắt hải sản của ngư dân địa phương ra khơi.